# Kunzea parvifolia
Kunzea parvifolia är en myrtenväxtart som beskrevs av Johannes Conrad Schauer. Kunzea parvifolia ingår i släktet Kunzea och familjen myrtenväxter. Inga underarter finns listade i Catalogue of Life.